# Sarita Lorena
Sarita Lorena, artiestennaam van Sarah de Sousa Gonçalves (1 januari 1997) is een Braziliaans-Nederlandse zangeres en actrice.

## Biografie
De Sousa Gonçalves is geboren in Brazilië en woonde daar bij haar opa en oma. Op haar negende verhuisde ze naar het Nederlandse Waterlandkerkje om daar met haar moeder en stiefvader te wonen. Thuis kwam ze in aanraking met verschillende muziekstijlen; er werd geluisterd naar Guus Meeuwis, Marco Borsato en BLØF, maar ook verschillende latin-artiesten werden gedraaid, zoals Aventura en Shakira.
In 2018 begon ze met muziek maken onder haar artiestennaam Sarita Lorena. Ze stond in het voorprogramma van Niels Destadsbader en stond op het album Nood breekt wet van D-Double. Aan het eind van dat jaar deed ze mee aan de FunX Talent Vibes, waar ze tot de finale kwam. Dit betekende haar voorzichtige doorbraak in Nederland, samen met haar onder eigen beheer uitgebrachte debuutsingle Laat me niet los. In België had ze tegelijkertijd succes met haar gastbijdrage op het lied Boeit me geen van Metejoor.
Sarita Lorena tekende vervolgens een contract bij Sony Music Entertainment en begon daar haar muziek uit te brengen. In 2019 kwam ze met de singles On top en Denk maar niet, maar was vooral succesvol met Haal me naar boven, een samenwerking met Ronnie Flex. Dit nummer kwam tot de 22e plaats van de Single Top 100 en de eerste plaats van de Tipparade van de Nederlandse Top 40. Tevens stond ze in dat jaar op het Vunzige Deuntjes festival.
Begin 2020 was Sarita Lorena te vinden op muziekfestival Noorderslag, terwijl er ook een wissel in haar muziekstijl aan het plaatsvinden was. Naast haar Nederlandstalige repertoire, begon ze ook nummers te maken in haar moedertaal Portugees.  Enkele van haar Portugeze nummers zijn So pra nim en Lokita. Ook zong ze met toenmalige AFC Ajax-spelers Danilo en David Neres het lied Bem-vindo Antony, dat een welkomstlied was voor de nieuwe speler Antony. Na verschillende andere singles, werd in juli 2021 de ep Lagrimas uitgebracht.
De zangeres deed in 2022 mee met televisieprogramma Beste Zangers. Hier maakte ze indruk met haar covers van andere artiesten, maar vooral haar eigen aflevering maakte impact op kijkers. Tijdens de aflevering ging de zangeres in op hoe ze vanuit Brazilië naar Nederland was gekomen en op een abusievelijk ex. De nummers die door de andere artiesten werden gezongen zorgden meermaals bij zowel Sarita Lorena als de optredende artiest voor emoties. Kort na de opnames van Beste Zangers werd de vriend van Sarita Lorena, de Curaçaose dj Siki Martina in Rotterdam neergeschoten. Hij werd in zijn romp geraakt en overleed aan zijn verwondingen. Rouwend stopte ze een tijd met muziek maken en werden haar optredens gecanceld. Bij de rechtszaak van de verdachten van het neerschieten van haar partner in 2023, deed De Sousa Gonçalves een emotionele slachtofferverklaring.
Waar Sarita Lorena na het overlijden geen nieuwe muziek meer had gemaakt, maakte ze eind 2023 wel haar debuut als actrice. Dit deed zij in de serie Santos, die werd beloond met een Gouden Kalf in de categorie Beste dramaserie. Ook deed ze in 2023 mee aan televisieprogramma Who's that girl?. In 2024 kwam de zangeres met het nummer Geen afscheid, dat een ode is aan haar overleden vriend. Later in 2024 deed Sarita Lorena mee met het programma Touringcar Terpstra, waar ze vertelde dat ze zich na haar rouwperiode weer open had gesteld voor liefde en dat zij met haar nieuwe vriend in verwachting was. Ze werd op 12 oktober moeder van haar eerste kind, een zoon.

## Discografie

### Nummers met notering(en) in een hitlijst
| Lied                                 | Verschijnen     | Album | Hitlijsten | Hitlijsten | Hitlijsten  | Hitlijsten  | Hitlijsten   | Hitlijsten   | Opmerkingen       |
| Lied                                 | Verschijnen     | Album | BE (VL)    | BE (VL)    | NL (Top 40) | NL (Top 40) | NL (Top 100) | NL (Top 100) | Opmerkingen       |
| Lied                                 | Verschijnen     | Album | Piek       | Weken      | Piek        | Weken       | Piek         | Weken        | Opmerkingen       |
| ------------------------------------ | --------------- | ----- | ---------- | ---------- | ----------- | ----------- | ------------ | ------------ | ----------------- |
| Boeit me geen (met Metejoor)         | 26 oktober 2018 | —     | tip3       | —          | —           | —           | —            | —            |                   |
| Haal me naar boven (met Ronnie Flex) | 17 mei 2019     | —     | —          | —          | tip1        | —           | 22           | 6            | goud in Nederland |